# 남송학
남송학(南松鶴, 1903년 7월 23일~1974년 6월 22일)은 대한민국의 국회의원이다.
서울 마포에서 태어났다. 1948년 초대 국회의원 선거에서는 용산구에서 출마하였으나, 김동원에게 1위 자리를 내주었다. 이어 제2대, 제3대 국회의원 선거에서는 당선되었다.

## 학력
- 일본 와세다 대학교 정치경제학과 교외생 졸업(1927년)
- 대한민국 국방대학교 행정학사 5기(1960년)

## 주요 약력
- 대한독립촉성국민회 중앙총본부 재정부장
- 남양인쇄소경영
- 조선인쇄문화건설협회이사장
- 대한청년단 용산구단장
- 자유당 중앙본부 훈련부장
- 1948년 5월 10일 : 제헌 국회의원(용산구) 낙선

## 역대 선거 결과
|  | 22.06% |

|  | 38.10% |

|  | 41.92% |

|  | 25.96% |

|  | 2.9% |

## 참고 자료
- 남송학 - 대한민국헌정회